# Domaine départemental de Boissets
Le domaine départemental de Boissets est un ancien hameau situé dans le département de la Lozère, sur le causse de Sauveterre dans la commune de Gorges du Tarn Causses.
C'est une ancienne ferme caussenarde typique, aujourd'hui devenue lieu culturel mettant en valeur le mode de vie caussenard et son architecture en lien avec l'inscription au patrimoine mondial de l'Unesco du "Paysage culturel de l'Agropastoralisme Méditerranéen" depuis 2011.

## Situation géographique
Le domaine est situé sur le causse de Sauveterre marqué par un relief karstique. Perché à 975 mètres d'altitude, il surplombe les Gorges du Tarn et le village de Sainte-Enimie. Il se situe dans la nouvelle commune Gorges du Tarn Causses, autrefois commune de Sainte-Enimie.
Il se trouve le long de la draille qui permettait de relier Mende à Sainte-Enimie, située 400 mètres en amont au niveau du Tarn, celle-ci est traversée aujourd'hui par des chemins de randonnée.

## Histoire du domaine

### Le domaine comme ferme caussenarde fonctionnelle
Les sources écrites font une première mention du domaine en 1428 dans un censier qui rapporte le paiement du cens au comte-évêque de Mende. Trois "feux" y sont recensés. Cette datation est confirmée par l'étude du bâti. Il est cependant possible de faire l'hypothèse d'une occupation antique et médiévale du domaine à une échelle plus réduite.
Les Caussenards y ont pratiqué l'agropastoralisme, mélange d'agriculture et d'élevage. Le paysage reste encore marqué par les aménagements de ces individus : une doline et une lavogne jouxtent la ferme et de nombreux clapas et murs en pierre sèche entourent le domaine. Les hommes ont donc façonné le territoire afin d'en exploiter les ressources.
Les liens sont forts avec le village de Sainte-Enimie, paroisse du lieu et où les habitants allaient échanger des ressources. Les habitants des causses et des gorges vivent donc en synergie.
L'apogée du domaine semble subvenir au XVIIIe siècle. Une étude de 1734 révèle que Boissets comptait trois "feux" et 650 moutons, soit 216 moutons par famille. C'est donc une des fermes les plus importantes du causse.
Les derniers habitants lèguent le domaine au département de la Lozère et aux Hôpitaux du département dans les années 1978.

### Sa destination depuis son leg au département de la Lozère
Le domaine constitue aujourd'hui un lieu culturel mettant en valeur le mode de vie caussenard et son architecture atypique.
Il fait partie des lieux désignés comme haut lieu de l'agropastoralisme en Lozère. Cette pratique agricole étant classée au patrimoine mondial de l'Unesco au titre de "Paysage culturel de l'Agropastoralisme Méditerranéen" depuis 2011.
Le domaine de Boissets, en totalité, à savoir l’ensemble des bâtiments (à l’exception d'un hangar), le sol ainsi que les portions de chemins non cadastrés (VC11 et chemin de Prades à Sainte-Enimie) sont inscrits au titre des Monuments historiques par arrêté du 9 avril 2025.

## Architecture
L'ensemble des bâtiments du domaine sont construits en pierre de calcaire. Les deux principales phases de construction sont à dater des XVe et XVIIe siècles. Les causses étant longtemps non boisés, cette pierre constituait la seule ressource utilisable. Les toitures sont toutes en lauze posées. Les murs enduits d'un mélange à base de sable des causses servant de liant aux pierres.

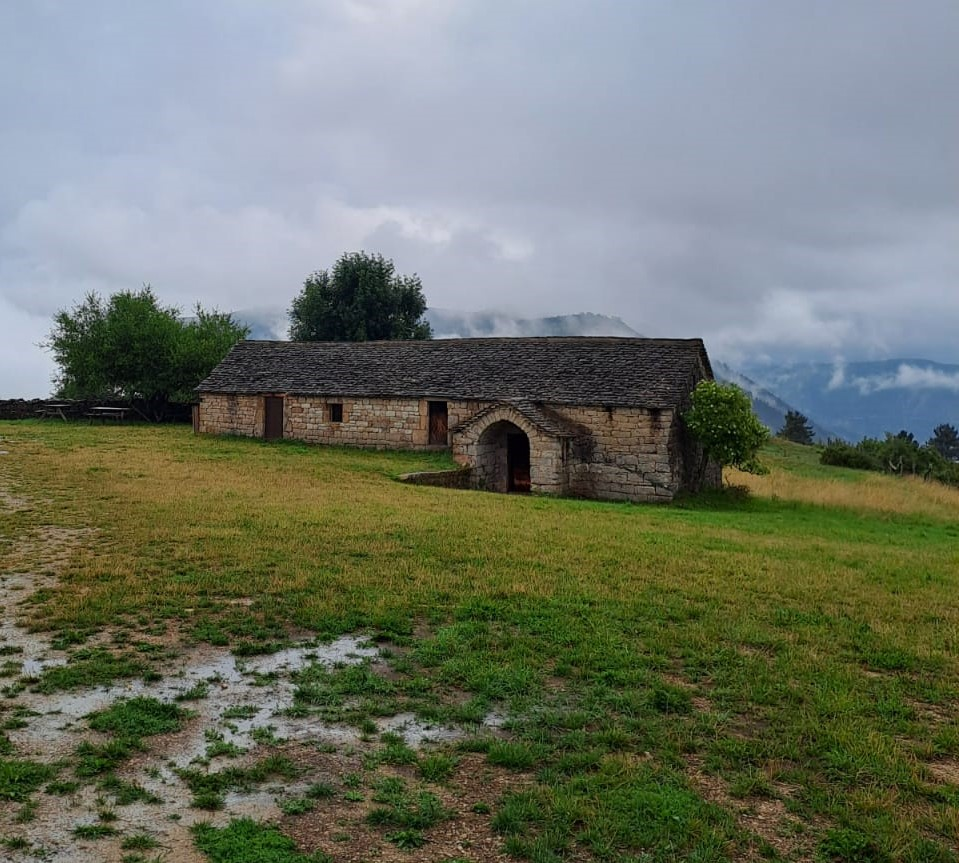
Bergerie Sud du domaine

La maison caussenarde typique est constituée en trois étages qui se retrouve sur les trois maisons du domaine. Celui-ci étant composée de six bâtiments dont trois fermes et des bâtiments agricoles (bergerie, étable, grange) :
- au rez-de-chaussée la bergerie avec sa porte cochère et une voute basse en pierre;

- à l'étage, la pièce d'habitation dont le sol est recouvert de dalles calcaires nommées fréjals;
- le dernier étage possède quant à lui un plancher en bois et servait de lieu de stockage de céréale et de laine, il est couvert par une seconde voute plus élargie en forme de coque de bateau renversée qui supporte la toiture en pierre.

Les bâtiments comportent des citernes intérieures permettant de récupérer l'eau de pluie pour sa consommation via des puisards, des citernes extérieures étaient aussi présentes à proximité des lavognes.
Une aire à battre couvre la partie sud du site et servait au dépiquage, c'est-à-dire à séparer l'épi et la tige des grains, au séchage mais aussi de piste de danse durant la fête de la Foire de la loue.

## Culture
Le film Le Frère du Guerrier réalisé par Pierre Jolivet a été tourné à proximité du site.
C'est aussi le lieu de tournage principal du film Michael Kohlhass sorti en 2013 avec Mads Mikkelsen, une réplique d'un potager en résine fabriqué pour les besoins du tournage est encore visible dans la grande maison du domaine.
Le 13 juillet 2025, le dessinateur de presse Aurel y a donné un concert dessiné en collaboration avec le musicien espagnol Raül Refree dans le cadre du festival de musique "Détours du monde".